# Lampugnano (metropolitana di Milano)

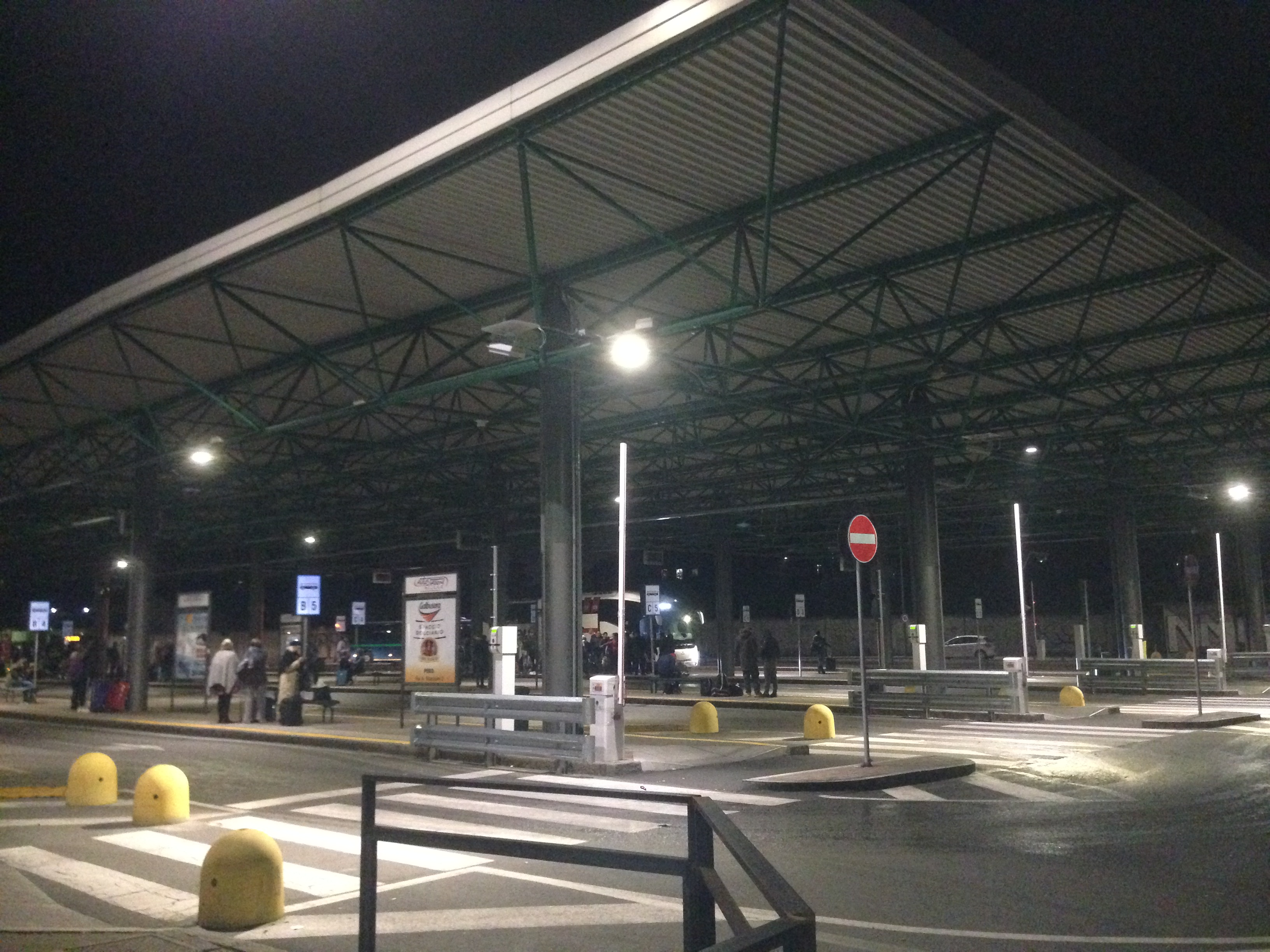
L'autostazione di Lampugnano di notte

Lampugnano è una stazione della linea M1 della metropolitana di Milano.

## Storia
La stazione venne inaugurata il 12 aprile 1980 come parte del prolungamento da QT8 a San Leonardo. Contemporaneamente fu realizzato un parcheggio di interscambio con 1.650 posti auto.

## Servizi
La stazione dispone di:
- Accessibilità per portatori di handicap
- Ascensori
- Scale mobili
- Emettitrice automatica biglietti
- Stazione video sorvegliata

## Interscambi
Lampugnano è servita dalle autolinee ATM Milano Nord-est Trasporti e MOVIBUS.
Sul retro della stazione metropolitana è presente dal 2007 l'Autostazione di Lampugnano, in un primo tempo gestita da Autostradale e oggi gestita dalla società Autostazioni di Milano, dove si attestano le corse di autolinee nazionali e internazionali come quelle di Flixbus, Itabus, Marinobus, Blablacar e molti altri vettori. Si stima che dall'autostazione di Lampugnano ogni anno transitano  quasi 3 milioni di passeggeri trasportati.  Purtroppo, con il boom del trasporto su gomma a medio-lunga percorrenza, con un'utenza spesso eterogenea, specialmente dal 2015 in poi, nel terminal è arrivato un progressivo degrado soprattutto nelle ore notturne. Da qui le richieste dei comitati di quartiere di riqualificare l'area.